# 중앙도서관 (광주시)
중앙도서관은 경기도 광주시의 도서관이다.

## 연혁
- 2006년 12월 4일 광주시립도서관 운영 조례(제213호) 공포.
- 2007년 2월 28일 광주시립도서관 개관.
- 2008년 1월 1일 도서관서비스헌장 공포.
- 2015년 10월 11일 광주시립도서관 운영조례 개정.
- 2017년 6월 16일 광주시립중앙도서관으로 명칭 변경.

## 이용 안내
이용 시간
- 어린이실: 09~18시
- 문헌자료실: 평일 09시~22시 / 주말 09시~18시
- 열람실: 07시~24시

휴관일
- 매주 월요일, 정부지정 법정공휴일